# Provincia de Kuopio
La provincia de Kuopio (en finés: Kuopion lääni, en sueco: Kuopio län, en ruso: Куопиоская губерния) fue una provincia de Finlandia desde 1831 hasta 1997. La provincia recibió su nombre de su capital, la ciudad de Kuopio.

## Historia

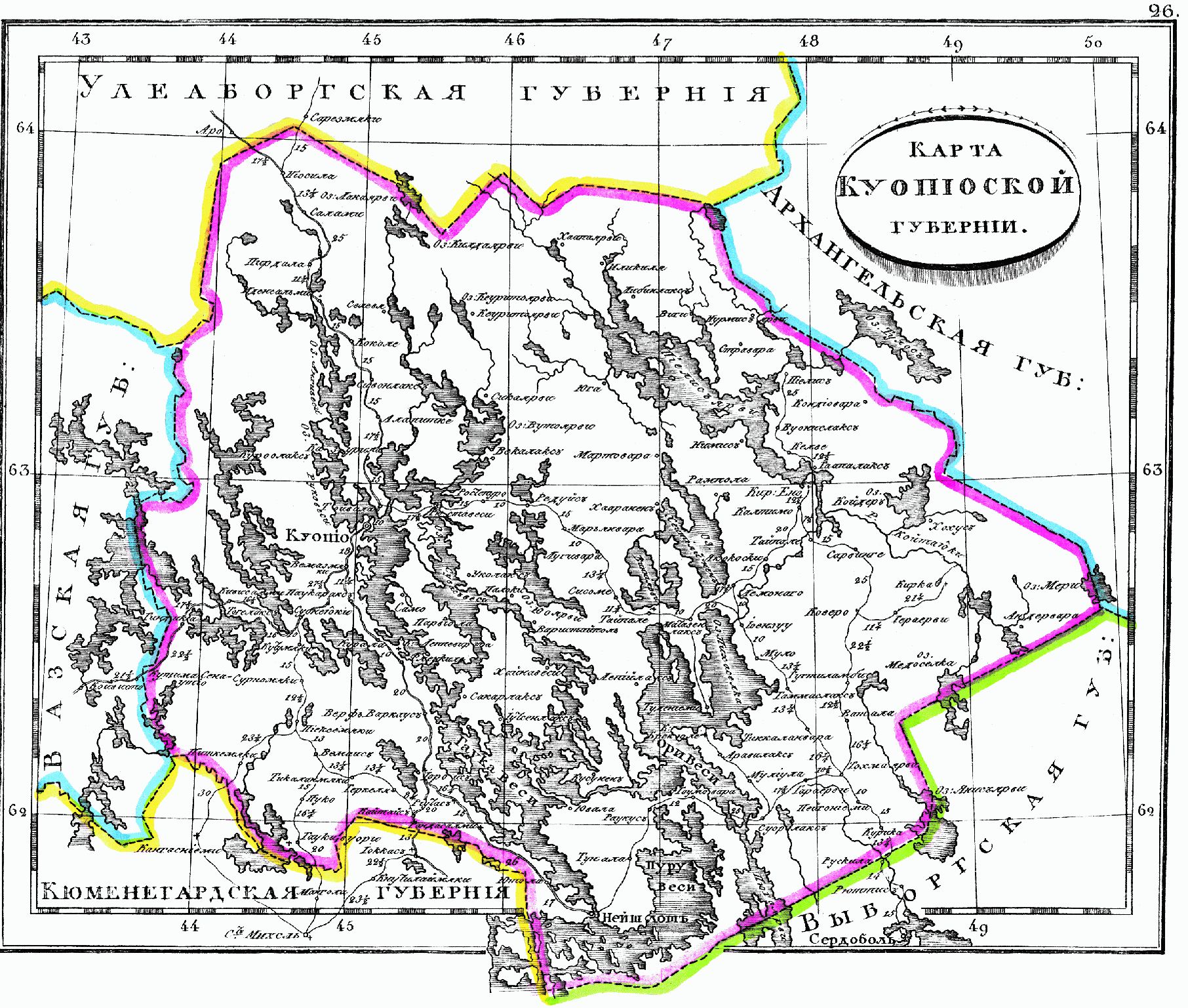
La gobernación de Kuopio en el Imperio ruso, 1835.

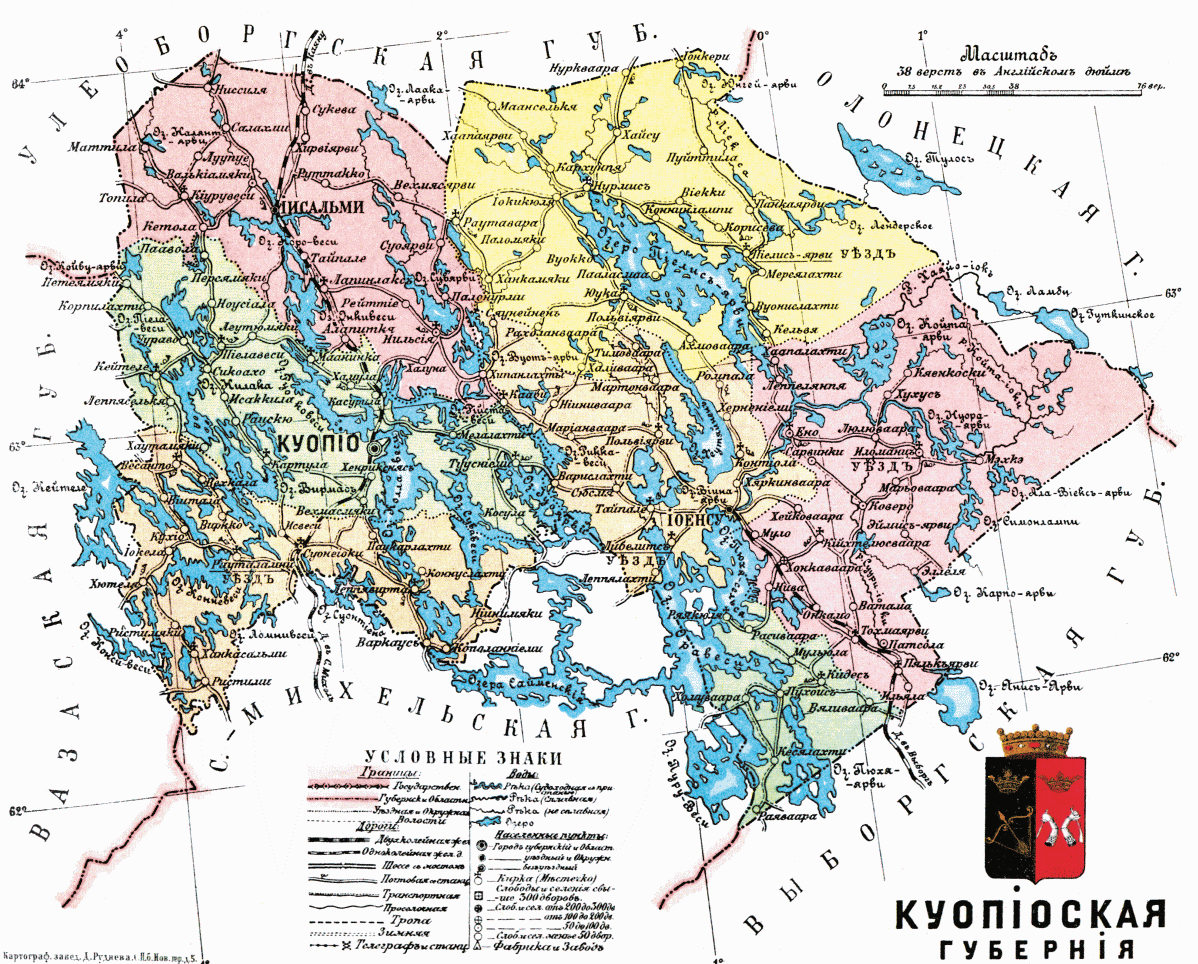
La gobernación de Kuopio en el Imperio ruso, 1913.

El predecesor de la provincia fue el condado de Savonia y Carelia, que se estableció en 1775 cuando Finlandia se integró a Suecia.
Como consecuencia de los tumultuosos conflictos de las guerras napoleónicas, Suecia se había aliado con el Imperio ruso, el Reino Unido y los otros partidos de la Cuarta Coalición contra la Francia napoleónica. Sin embargo, tras el tratado de Tilsit en 1807, Rusia hizo las paces con Francia y abandonó la coalición. Esto permitió a Rusia en 1808 desafiar a Suecia en la guerra finlandesa por el control de Finlandia. En el tratado de Fredrikshamn del 17 de septiembre de 1809, Suecia se vio obligada a ceder todo su territorio en Finlandia, al este del río Torne, a Rusia.
Los territorios cedidos se convirtieron en parte del Imperio ruso y se reconstituyeron en el Gran Ducado de Finlandia, con el zar ruso como Gran Duque. Al principio no hubo ningún cambio en el condado de Savolax y Carelia, que ahora era una provincia del Gran Ducado. La provincia de Kuopio se estableció en 1831 a partir de este condado, mientras que sus partes del sur se transfirieron a la nueva provincia de Mikkeli.
En 1960, la parte oriental de la provincia de Kuopio se separó como la provincia de Carelia del Norte. En 1997, la provincia se reunió con Carelia del Norte y se fusionaron con la provincia de Mikkeli, para establecer la nueva provincia de Finlandia Oriental.

## Municipios en 1997
Nota: ciudades en negrita
|  | - Iisalmi - Juankoski - Kaavi - Karttula - Keitele - Kiuruvesi | - Kuopio - Lapinlahti - Leppävirta - Maaninka - Nilsiä - Pielavesi | - Rautalampi - Rautavaara - Siilinjärvi - Sonkajärvi - Suonenjoki - Tervo | - Tuusniemi - Varkaus - Varpaisjärvi - Vehmersalmi - Vesanto - Vieremä |

## Municipios anteriores
Desmantelados antes de 1997
- Kuopion maalaiskunta
- Muuruvesi
- Pielisensuu
- Pälkjärvi
- Riistavesi
- Säyneinen

## Gobernadores
- Lars Sackleen (1831-1833)
- Gustaf Adolf Ramsay (1833-1854)
- Berndt Federley (1854-1855)
- Sten Knut Johan Furuhjelm (1855-1862)
- Samuel Henrik Antell (1862-1866)
- Johan August von Essen (1866-1873)
- Carl Gustaf Mortimer von Kraemer (1873-1884)
- August Alexander Järnefelt (1884-1888)
- Johan Fredrik Gustaf Aminoff (1888-1899)
- Henrik Åkerman (1899-1900)
- Edvard Gabriel Krogius (1900-1903)
- Martin Alexius Bergh (Martti Vuori) (1903-1905)
- Emil Wilhelm Stenius (1905-1911)
- Werner Nikolaus Tavaststjerna (1911-1913)
- Arthur Spåre (1913-1917)
- Albert von Hellens (1917-1918)
- Gustaf Ignatius (1918-1940)
- Pekka Heikkinen (1940-1950)
- Lauri Riikonen (1950-1960)
- Erkki O. Mantere (1960-1966)
- Risto Hölttä (1966-1978)
- Kauko Hjerppe (1978-1993)
- Olavi Martikainen (1993-1997)

- Datos: Q1372345